# 夏日哈镇
夏日哈镇，是中华人民共和国青海省海西蒙古族藏族自治州都兰县下辖的一个乡镇级行政单位。

## 行政区划
夏日哈镇下辖以下地区：
夏兴街社区、新乐村、沙珠玉村、夏塔拉村、果米村、查查村、河北村、河南村、联合村和沙柳河村。